# Meedo houstoni
Espèce
Meedo houstoni est une espèce d'araignées aranéomorphes de la famille des Trachycosmidae.

## Distribution
Cette espèce est endémique d'Australie-Occidentale. Elle se rencontre au Gascoyne et au Pilbara.

## Description
La carapace de la femelle holotype mesure 2,6 mm de long sur 2,3 mm et l'abdomen 5,5 mm de long sur 2,5 mm.
Le mâle décrit par Platnick en 2002 mesure 4,1 mm et la femelle 7,0 mm.

## Systématique et taxinomie
Cette espèce a été décrite par Main en 1987.

## Étymologie
Cette espèce est nommée en l'honneur de Terry Francis Houston.

## Publication originale
- Main, 1987 : « A new genus of clubionoid spider from Western Australia (Arachnida: Araneomorphae). » Australian Entomological Magazine, vol. 13, no 5/6, p. 77-81.